# Klemens Neumann

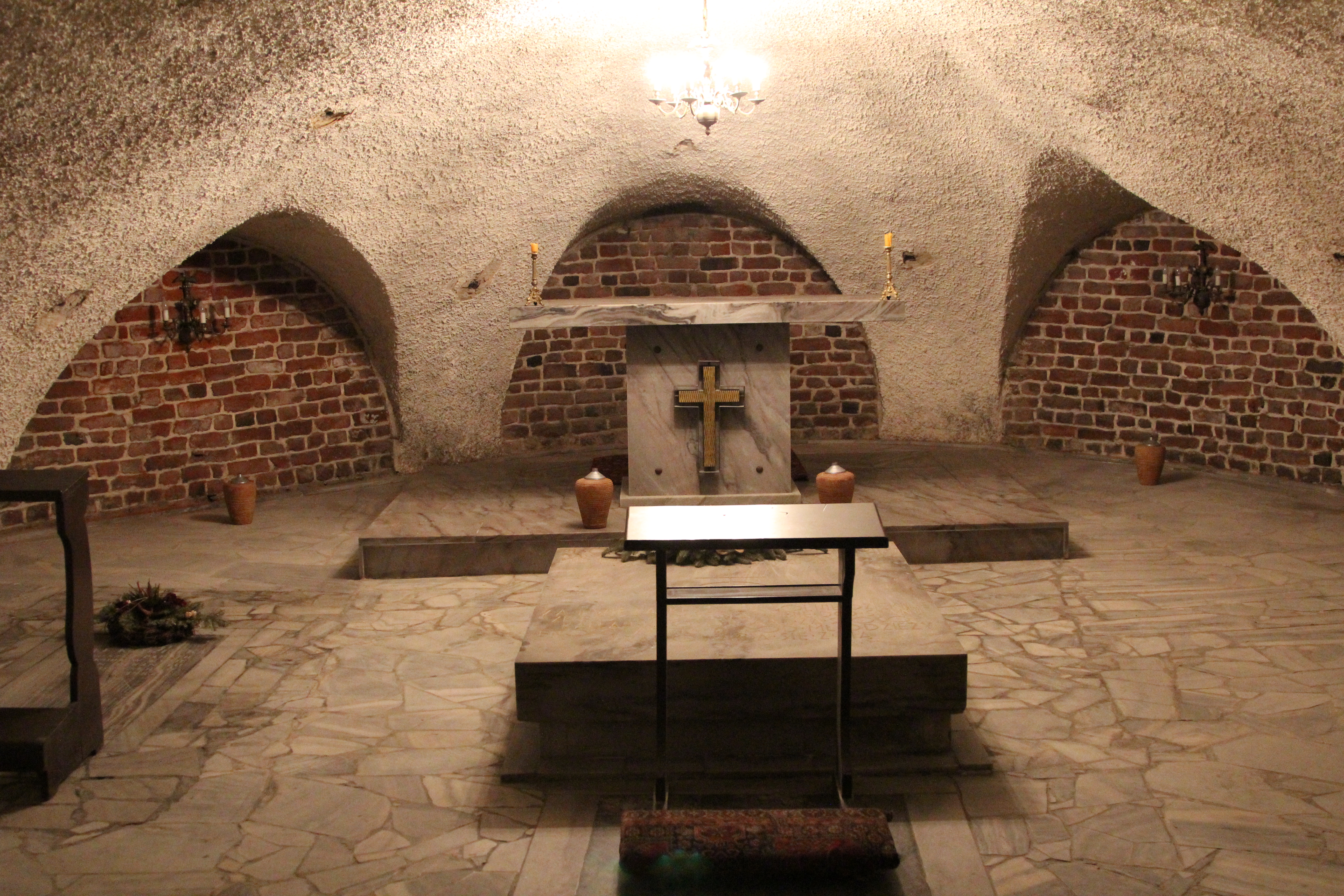
Krypta Klemensa Neumanna w bazylice św. Jakuba i św. Agnieszki w Nysie

Klemens Andreas Neumann (ur. 26 listopada 1873 w Tucznie, zm. 5 lipca 1928 we Nysie) – niemiecki ksiądz katolicki, pedagog, jeden z założycieli katolickiego ruchu młodzieżowego Quickborn, autor śpiewnika Der Spielmann.

## Życiorys
Urodził się w rodzinie drobnych rolników u Tucznie. W latach 1887–1890 uczył się w niemiecko-francuskim gimnazjum Misjonarzy Najświętszego Serca Jezusowego w Antwerpii, następnie w 1890-1892 w kolegium w Chezal-Benoit we Francji i od 1892 w Wałczu, gdzie 21 marca 1895 roku zdał maturę. Studia podjął na wydziale teologicznym Uniwersytetu Wrocławskiego. 21 czerwca 1899 przyjął święcenia kapłańskie z rąk kardynała Georga Koppa. W okresie 1899–1903 pracował jako wikariusz w Legnicy, a od 1903 do swojej śmierci 5 lipca 1928 w Nysie. Był nauczycielem religii, hebrajskiego oraz francuskiego w Carolinum oraz prezesem Związku Katolickich Nauczycieli. W 1910 obronił pracę doktorską Socteriologia Edwarda von Hartmannana Uniwersytecie Wrocławskim. W 1913 uzyskał tytuł profesora gimnazjum.
Został pochowany 9 lipca 1928 na Cmentarzu Jerozolimskim w Nysie, a 26 listopada 1985 został przeniesiony do krypty w bazylice św. Jakuba i św. Agnieszki. 
W Nysie jego imię nosi dom parafialny „Pojednanie” przy parafii św. Jakuba Starszego i św. Agnieszki Panny Męczennicy. Na płycie nagrobnej wyryty jest napis „Za dwie łaski szczególnie dziękuję Bogu, że powołał mnie do stanu kapłańskiego oraz za sposobność życia wśród młodzieży i radowania się nią”. 

## Quickborn
W 1909 roku wraz z ks. Bernhardem Strehlerem (1872-1945) oraz Hermannem Hoffmannem (1878-1972) założył ruch młodzieżowy Quickborn (w języku dolnoniemieckim „tryskające źródło”, „krynica”, „zdrój”). W początkowym okresie ruch ten propagował wstrzemięźliwość wśród młodzieży, a następnie przekształcił się w ruch społeczno–religijny. Quickborn rozwinął się w ruch ogólnoniemiecki (w najlepszym okresie miał 8.000 członków) i jego siedziba została przeniesiona do zamku Rothenfels. Ruch istnieje do dziś. 

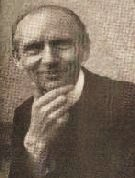

## Der Spielmann
Ks. Neumann opracował śpiewnik Der Spielmann z tekstami i nutami, który do 1959 roku osiągnął nakład 235.000 egzemplarzy, a jego 22 wydanie z 1978 roku nadal jest w sprzedaży. 